# NGC 1280
NGC 1280 (również PGC 12262 lub UGC 2652) – galaktyka spiralna z poprzeczką (SBc), znajdująca się w gwiazdozbiorze Wieloryba. Odkrył ją Édouard Jean-Marie Stephan 19 grudnia 1881 roku.